# Radio Song
Singles de Superbus
Sunshine Pop'n'Gum
Pistes de Pop'n'Gum
Pop'n'Gum
Radio Song est une chanson du groupe de rock français Superbus sortie en 2004, extrait de leur deuxième album studio Pop'n'Gum.

## Historique
Le morceau est diffusé en radio fin 2004 et est édité seulement en single promotionnel 1 titre et en single dans encart à 3 volets.
Le titre fait office d'ouverture des concerts pendant toute la tournée Pop'n'Gum, d'octobre 2004 à décembre 2005. Il est alors introduit par un extrait du dialogue de la séquence d'ouverture de Pulp Fiction.
Radio Song est la première chanson du groupe disponible sur deux jeux vidéo : elle peut être chantée dans Singstar Rocks, sorti en 2006 et jouée à la guitare dans Guitar Hero 3 sorti en 2007. La série Sous le soleil l'utilise pour de nombreux épisodes dans sa bande- son. 

## Clip
Au début du clip, réalisé par le collectif No Brain, on voit une marionnette de dos en train de rire devant une télévision, puis Jennifer Ayache se rend dans plusieurs endroits où elle met en colère tous les gens s'y trouvant. Ceux-ci lancent ensuite la marionnette représentant Jennifer par la fenêtre, puis le refrain commence et tout le groupe joue sur une scène (des séquences enregistrés à La Laiterie de Strasbourg et à l'Élysée Montmartre à Paris). À la fin du clip, c'est Jennifer Ayache qui jette la marionnette dans la rivière.

## Reprise
- Emma : le 12 mars 2010 dans l'émission Iapiap !.